# Ayaka Komatsu
Ayaka Komatsu, 小松彩夏, (Ichinoseki, Iwate, 23 de Julho de 1986) é uma modelo japonesa e também atriz e cantora. 
Sua agência é a Amuse, onde se tornou modelo contratada da revista Candy e atuou em filmes - Odoru Daisousasen THE MOVIE 2, Koibumi Biyori (Um dia perfeito para cartas de amor), Master of Thunder, Boku wa Imouto ni Koi wo Suru,Drift e sua sequência Drift 2. Participou do reality show Idol Michi e fez um comercial para a Takara, Popura 2, e agora estrela a nova campanha do refrigerante Fanta. Até hoje seu trabalho mais conhecido foi o papel de Minako Aino/Sailor Venus no seriado live action Pretty Guardian Sailor Moon. Em 2004 foi membro de um grupo de modelos: Nittelligenic.
Ayaka também lançou cinco DVDs e cinco photobooks: Ayaka no Natsu, Nicchoku, Summer Date, Moon Doll e Cheeeeeez. DVD: Figure A, Megami no Chu(Layer Game), Masaka, Moon Doll e 書を捨てよ、水着になろう!.

## Dados gerais
- Filmografia: Odoru Daisousasen The Movie 2, Koibumi Biyori, Master of Thunder, Drift, Drift 2, Boku wa imouto ni koi o suru
- Séries que participou: Pretty Guardian Sailor Moon- como Sailor V/Sailor Vênus/Aino Minako, Dandori Musume, Girls life e Bambino
- Altura: 160 cm (5'3")
- Data de nascimento: 23 de julho de 1986
- Signo: Leão
- Local de nascimento: Ichinoseki-shi Iwate-ken, Japão
- Tipo sanguíneo: A
- Hobbies: Fazer doces, dança tradicional japonesa, tênis de mesa

## Televisão
- 2003: Idle Road (Fuji Telecasting Co. 721)
- 2003/2005: Bishoujo Senshi Sailor Moon Live Action
- 2005/2006: Hideout of Premiere (Fuji Telecasting Co.)
- 2006: Which you Love! (TBS)
- 2009: Buzzer Beat

## DVD
- 2004/2005: Pretty Guardian Sailor Moon Live Action Volumes 1 a 12.
- 2004: Pretty Guardian Sailor Moon Live Action: Kirari*SuperLive!
- 2004: Pretty Guardian Sailor Moon Live Action: Special Act
- 2004: Pretty Guardian Sailor Moon Live Action: Act Zero

## Discografia
Todos os seus álbuns e singles até o momento são da série Pretty Guardian Sailor Moon.
- Pretty Guardian Sailor Moon Character Song Sailor Venus Aino Minako (Komatsu Ayaka) (Single como Minako Aino/Sailor Venus)
- Pretty Guardian Sailor Moon - DJ Moon Album 1/2/3
- Pretty Guardian Sailor Moon - Korochan Pack 1/2/3
- Pretty Guardian Sailor Moon - Dear My Friend
- Pretty Guardian Sailor Moon - I'll Be Here (Como Minako Aino)

## Músicas
- C'est La Vie ~ watashi no naka no koi suru bubun
- Kiss!² Bang!²
- Romance
- Sayonara ~ Sweet Days
- Katagoshi ni Kinsei
- I'm Here
- Happy Time, Happy Life
- Friend (Ao lado de Sawai Miyuu, Keiko Kitagawa, Hama Chisaki e Azama Myuu)
- C'est La Vie ~ watashi no naka no koi suru bubun (Versão com Sawai Miyuu, Keiko Kitagawa, Hama Chisaki e Azama Myuu)
- Katagoshi ni Kinsei (Versão com Keiko Kitagawa e Myuu Azama)
- Romance (Versão com Sawai Miyuu e Hama Chisaki)
- Cross My Heart (Em inglês, Feita especialmente para o DVD Moon Doll)
- Silent Night (Versão da canção "Noite Feliz", aparece apenas no PGSM: "Act Zero")